# 外薗健
外薗健，2000年出生的日本漫画家。代表作《神乐钵》。

## 经历
开始画漫画契机是新冠爆发疫情在留在家中隔离。
2020年，单话作品《炎天》获得手冢奖准入选。且该作品被刊登在《Jump GIGA》（集英社）2021年春季号上，正式出道。
同年《周刊少年Jump》2022年19号刊登了单篇的《まどぎわで編む》。在周刊出道。
2023年9月，《周刊少年Jump》2023年42号开始连载《神乐钵》。在预告和甫推出第一话后，在日本海外特别欧美地区成为话题作品。

## 个人生活
早年就读于京都市立艺术大学，专业是家具设计。
自画像是一只厚嘴唇的小鸟。负责编辑是今村拓郎（曾负责第五任《我的英雄学院》编辑，神乐钵是其负责第一部WJ新连载）。
喜欢画的角色是双城。认为画女角色很难；最喜欢的场景是双城泡澡和妖术师达摩的去世
处理挑战性情节时会泡澡。约10年时间，不去美容院自己剪头发。甜食控。最近喜欢外出散步，没有久坐办公桌。
因为喜欢《火影忍者》，而初期作品的受到其影响。成为漫画家的梦想源于火影忍者。
喜欢的游戏是《对马战鬼》，游戏中会出现很多日本风情的象征物，或者符合“酷日本”的世界观。
喜欢好莱坞电影，特别喜欢昆汀塔沦提诺执导的作品（黑色暴力风格），《急速追杀》系列的粉丝。虽然漫画是基础，但摄影与构图等技术方面也受到了好莱坞电影的影响。主人公六平千矿那个受到国外大欢迎的举刀动作参考就是《杀死比尔》的乌玛·瑟曼。
在读了《咒术迴战》和《鏈鋸人》，《进击的巨人》、《亚人》之后，产生了「节奏快说明故事内容丰富，容易吸引人」的意识。高中生时也曾阅读过《我的英雄学院》受其影响。

## 作品一览

### 短篇作品
- 《炎天》（刊载于ジャンプGIGA（集英社）・2021年春号） - 未出版收录．全1话

出道作品。获第100回手塚賞準入選。灵兽驱妖格斗题材作品。
- 《さらば！チェリーボーイ！》（直译：永别了！cherry boy！）（刊载于ジャンプGIGA（集英社）・2021年春号） - 未出版收录．全1话

搞笑作品。
- 《CHAIN》（刊载于ジャンプGIGA（集英社）・2021年夏号） - 未出版收录．全1话

忍者题材作品
- 《まどぎわで編む》（直译：窗边织就的心愿）（刊载于周刊少年JUMP・2022年19号） - 未出版收录．全1话

学生生活校园作品。作者的X上有公开。
- 《ロクの冥約》（直译：六之冥约）（刊载于周刊少年JUMP・2022年36・37合併号） - 未出版收录．全1话

地狱恶魔与青年的故事。作者的X上有公开。

### 连载作品
- 《神乐钵》（刊载于周刊少年JUMP・2023年42号 -） - 已出版6册．并有翻译出版。

日本刀题材黑暗英雄故事。

## 外部連結
- 外薗健的X（前Twitter）